# 斑紋雷鰕虎魚
斑紋雷鰕虎魚为輻鰭魚綱虾虎鱼亚目鰕虎魚科的其中一種。

## 分布
本魚分布於亞洲、大洋洲、印度洋塞席爾群島及非洲南非的淡水及半淡鹹水水域。

## 特徵
本魚體延長，側扁。背、腹緣線呈淺弧形，約相對稱，頭中大，吻圓而短鈍，眼高，上側位。口斜裂，雄魚口裂大，上頷骨特別延長，可達前鰓蓋下緣，雌魚僅達眼前緣下方。體被大型櫛鱗，頰部及吻部無鱗，腹鰭成一大型吸盤，體為淡棕色或棕色，略半透明，體側中軸具5群黑色斑點，背側及腹側具一列黑斑。第一背鰭後方具一藍黑色圓斑，第二背鰭有3-4列黑色水平排列斑點。尾鰭具有5-6列黑色點紋，基部具2水平狀黑色斑塊，背鰭硬棘7枚；背鰭軟條6-7枚；臀鰭硬棘1枚；臀鰭軟條6-7枚，體長可達4.2公分。

## 生態
本魚棲息在河口半鹹水或淡水水域，以小魚及無脊椎動物為食。

## 經濟利用
可當作食用魚，但市場不多見。